# Storyteller
A Storyteller című album az amerikai Crystal Waters 2. stúdióalbuma, mely 1994. május 17-én jelent meg a Mercury Records kiadónál. Az album a Billboard 200-as albumlistán a 199. helyezést érte el, de felkerült a 73. helyre a Top R&B /Hip-Hop listára is. A Top Heatseekers listán a 8. helyen szerepelt az album, melyről 3 kislemez jelent meg. A Ghetto Day / What I Need, Relax, és az album legnagyobb slágere a 100% Pure Love. A Ghetto Day zenei alapjait az 1968-as The 5th Dimension's együttes Stoned Soul Picnic című dalából merítették.
Az albumból az Egyesült Államokban 284.000 példányt értékesítettek, és arany helyezést ért el.

## Az album dalai
|     | Cím                  | Szerző(k)                                                | Hossz |
| --- | -------------------- | -------------------------------------------------------- | ----- |
| 1.  | 100 % Pure Love      | Crystal Waters, Tommy Davis Theodore                     | 4:38  |
| 2.  | Ghetto Day           | Sean Spencer, Crystal Waters                             | 3:32  |
| 3.  | Regardless           | Greg Smith, Crystal Waters                               | 3:37  |
| 4.  | Small Cry            | Bert Collins, Crystal Waters                             | 4:43  |
| 5.  | I Believe I Love You | Greg Smith, Crystal Waters                               | 3:42  |
| 6.  | What I Need          | Doug Smith, Crystal Waters, Richard Payton               | 4:44  |
| 7.  | Storyteller          | Neal Conway, Sean Spencer, Crystal Waters                | 4:41  |
| 8.  | Is It For Me         | Crystal Waters, David Bach, George Mitchell, John Selway | 2:54  |
| 9.  | Listen For My Beep   | Patrick Harwey, Crystal Waters                           | 3:59  |
| 10. | Daddy Do             | Al Mack, Crystal Waters                                  | 6:12  |
| 11. | Lover Lay Low        | Eric Kupper, Crystal Waters                              | 5:48  |

## Slágerlistás helyezések
Album - Billboard (Észak-Amerika)
| Év   | Slágerlista            | Helyezés |
| ---- | ---------------------- | -------- |
| 1994 | Heatseekers            | 8        |
| 1994 | The Billboard 200      | 199      |
| 1994 | Top R&B/Hip-Hop Albums | 73       |

## Külső hivatkozások
- Megjelenések a Discogs oldalán[4]
- Az album a genius.com oldalán[5]
- Az album az amazon.com oldalán[6]